# Pristolepis pentacantha
Pristolepis pentacantha là một loài cá trong họ Pristolepididae.

## Mẫu định danh
Mẫu holotype: STC/DOZ 82; cá chiều dài tiêu chuẩn 94,5 mm, do Mathews Plamoottil thu thập ngày 10 tháng 1 năm 2012 tại Wayanad, sông Kabani, Bavali, bang Kerala, Ấn Độ. Mẫu paratype: STC/DOZ 83, 1 mẫu, cá chiều dài tiêu chuẩn 70,0 mm; thu thập ngày 11 tháng 1 năm 2012 tại cùng địa điểm như mẫu holotype ở Kerala, Ấn Độ.
Mẫu holotype và paratype nguyên lưu giữ tại Khoa Động vật học thuộc Cao đẳng St. Thomas (STC/DOZ), tuy nhiên địa điểm này không phải là một bảo tàng được công nhận, vì thế không phù hợp với Điều 16.4.2 của Quy tắc Quốc tế và Danh pháp Động vật, nên sau đó chúng được chuyển sang Bảo tàng cá nước ngọt thuộc Cục Khảo sát Động vật Ấn Độ (ZSI) tại Kolkata, Tây Bengal, Ấn Độ và mang các mã hiệu mới tương ứng là ZSI FF 5191 và ZSI FF 5192.

## Từ nguyên
Tính từ định danh pentacantha được lấy từ hai từ trong tiếng Hy Lạp cổ là πέντε (pénte) nghĩa là số năm (5) và ἄκανθα (ákantha) nghĩa là gai; để đề cập đến 5 gai có trong vây hậu môn của loài cá này.

## Phân bố
Loài này được tìm thấy ở sông Kabani, bang Kerala, Ấn Độ.

## Đặc điểm
Chiều dài tối đa 9,5 cm. Thân gần như hình chữ nhật, bị nén dẹt mạnh ở hai bên; độ sâu thân 40-41,6% chiều dài tiêu chuẩn, đường viền lưng nhô dần từ mõm về phía trước lưng; lồi dọc theo lưng, thon nhỏ đột ngột ở gốc đuôi. Đầu vừa phải, dài 33-36% và sâu 31-34% chiều dài tiêu chuẩn, nhọn về phía mõm; Miệng hếch ngược, rộng 27-29% chiều dài đầu, hàm trên kết thúc tại điểm thẳng đứng ở mức mép trước của hốc mắt; nắp mang với 2 gai ở phía sau; góc trước nắp mang có 5-6 răng cưa; chỗ nối của liên và dưới nắp mang hơi có răng cưa; trước hốc mắt không răng. Vây ngực đạt đến hàng vảy thứ 9 nhưng không bao giờ chạm đến lỗ hậu môn; vây hậu môn với 5 gai nổi rõ; vây đuôi thuôn tròn với 14 tia. Các vảy tương đối lớn, các vảy nhỏ xuất hiện ở gốc của vây lưng, vây hậu môn và vây đuôi. Vảy giữa gờ mặt bụng của hốc mắt và gờ mặt bụng của trước nắp mang 4; vảy trước lưng 12; vảy trên đường bên 22/7; vảy giữa nhánh lưng và nhánh bụng của đường bên 0,5-2,5; vảy ngang bên 3,5- 4/10,5; vảy giữa đường bên và vây hậu môn 9,5; vảy trước chậu 12; vảy trước hậu môn 25; vảy giữa nhánh lưng của đường bên và gốc của giữa vây lưng có gai 3,5; vảy giữa nhánh lưng của đường bên và gốc phía trước của phần gai vây hậu môn 10,5; vảy vòng quanh cuống đuôi 9. Đường bên bị gián đoạn; nhánh lưng kéo dài từ đai vai theo đường dọc lồi đến điểm trên đường thẳng đứng đi qua gốc của tia vây hậu môn mềm xa nhất về phía trước; nhánh bụng tạo thành một đường thẳng từ phía trước hoặc ngang với tia vây hậu môn mềm phía trước xuống phía sau qua 3 vảy rồi sau đó đến 2-3 vảy ở phía trước gốc vây đuôi.
Ở các mẫu vật tươi sống, phần thân màu xanh lục ánh xám; màng giữa các gai của vây lưng màu da cam ánh đỏ; phần vây mềm của vây lưng, vây hậu môn và vây đuôi màu xám, gốc của chúng màu xanh lục ánh xám; vây ngực màu xanh lục. Mắt màu ánh xanh lục. Sau khi được bảo quản thì phần thân màu nâu và các vây trở thành trong suốt như thủy tinh.
P. pentacantha phân biệt với các đồng loại của nó ở chỗ sở hữu các đặc điểm sau: vây lưng 15-16 tia gai và 11 tia mềm, vây hậu môn 5 tia gai và 7 tia mềm; vảy đường bên 22/7 + 2-3; phần trước nắp mang có răng cưa với 5-6 răng và phần trước hốc mắt không răng cưa.